# Emily Reske
Emily Reske (* 24. März 2005 in Sömmerda) ist eine deutsche Fußballspielerin.

## Karriere

### Vereine
Reske spielte bereits im Alter von 14 Jahren – von 2019 bis 2020 – in der B-Jugendmannschaft des FF USV Jena und bestritt acht Punktspiele in der Staffel Nord/Nordost der B-Juniorinnen-Bundesliga. Nach der Saison 2019/20 wurden das Bundesligaspielrecht und alle Mannschaften an den FC Carl Zeiss Jena abgegeben. Sie kam daher von 2020 bis 2022 in insgesamt 24 Punktspielen für die B-Juniorinnen des FC Carl Zeiss Jena in dieser Spielklasse zum Einsatz, in denen ihr in der letzten Saison ihre ersten acht Tore gelangen. Noch als B-Juniorin kam sie in einem einzigen Spiel für den FC Carl Zeiss Jena II in der drittklassigen Regionalliga Nordost zum Einsatz und gab am 27. März 2022 (12. Spieltag) beim 9:0-Sieg im Heimspiel gegen den Rostocker FC ihr Seniorinnendebüt, spielte die ersten 45 Minuten und erzielte mit dem Treffer zur 1:0-Führung in der dritten Minute sogleich ihr erstes Tor.
In der Folgesaison, 2022/23, rückte sie dauerhaft in den Kader der Zweitvertretung auf und wurde bis zum Saisonende 2023/24 in weiteren 15 Punktspielen eingesetzt, in denen ihr acht Tore gelangen. In dieser Zeit wurde sie auch in der Rückrunde der Zweitligasaison 2022/23 in der ersten Mannschaft eingesetzt. Ihr Debüt in der 2. Bundesliga gab sie am 24. Februar 2023 (14. Spieltag) bei der 1:5-Niederlage im Auswärtsspiel gegen RB Leipzig mit Einwechslung für Luca-Emily Birkholz in der 76. Minute. Bis zum Saisonende am 26. Mai 2023 bestritt sie weitere neun Zweitligaspiele. In der Folgesaison trug sie in 17 von 26 Saisonspielen und ihrem ersten Tor für die erste Mannschaft am 24. März 2024 (18. Spieltag), beim 4:0-Sieg im Auswärtsspiel gegen den FC Ingolstadt 04 (Treffer zum Endstand in der Nachspielzeit), zur Meisterschaft in dieser Spielklasse und dem damit verbundenen Aufstieg in die Bundesliga bei. Am 13. September 2024 wurde ihre Vertragslaufzeit ausgedehnt und die Bindung an den Verein intensiviert. In dieser Spielklasse debütierte sie am 17. November 2024 (10. Spieltag) bei der 0:5-Niederlage im Auswärtsspiel gegen den FC Bayern München als Einwechselspielerin für Nicole Woldmann ab der 86. Minute.

### Auswahl- / Nationalmannschaft
Reske kam als Spielerin der U14-Auswahlmannschaft des Thüringer Fußball-Verbandes in vier Spielen im Turnier um den DFB-Länderpokal an der Sportschule Wedau in Duisburg zum Einsatz.
Als Nationalspielerin für den DFB debütierte sie in der U19-Nationalmannschaft, die am 8. November 2022 in Ramat Gan das erste Spiel in der ersten Qualifikationsrunde der EM-Qualifikationsgruppe 6 in der Liga A mit 5:0 gegen die U19-Nationalmannschaft Israels gewann; sie wurde in der 79. Minute für Amelie Schuster eingewechselt. Bei der 1:2-Niederlage gegen die U19-Nationalmannschaft Österreichs sechs Tage später in Schefajim wurde sie ebenfalls eingesetzt.